# Omegophora cyanopunctata
Omegophora cyanopunctata és una espècie de peix de la família dels tetraodòntids i de l'ordre dels tetraodontiformes.

## Hàbitat
És un peix marí, de clima subtropical i demersal.

## Distribució geogràfica
Es troba a Austràlia Occidental.

## Observacions
És inofensiu per als humans.